# 조선총독부 철도국
조선총독부 철도국(朝鮮總督府 鐵道局)은 일제강점기 조선에 설립된 조선총독부 소속의 관청이다. 조선총독부 철도의 관리와 운영, 사설 철도, 육상 운송 업무 등을 관장하였다.

## 연혁
- 1910년 10월 1일에 조선총독부 소속 관청으로 철도국이 설치되었다.
- 1917년 7월 31일에 조선의 국유 철도인 조선총독부 철도가 남만주 철도에 위탁 경영되면서 조선 철도국 관제가 폐지되어 조선총독부 총독관방에 철도국이 설치되었다.
- 1919년 8월 20일에 조선총독부 관제 개정(칙령 제386호)에 의해 철도국을 철도부로 개칭하고 장을 부장으로 하였다.
- 1925년 3월을 끝으로 조선총독부 철도의 위탁 운영이 해제되어 총독부 직영이 복귀되었고 조선총독부의 외국(外局)으로서 조선총독부 철도국이 신설되었으며 총독관방 철도부는 폐지되었다.
- 1925년 4월 1일에 조선총독부 철도국 관제(칙령 제84호)가 시행되었다.
- 1943년 12월 1일에 조선총독부의 관제 개정에 의해 철도국이 폐지되고 교통국이 설치되었다.

## 산하 기구
※ 1941년 9월 1일 당시의 조직 구성이다. 중앙에 철도국을 중심으로 지방에는 지방 철도국, 사무소, 출장소 등이 있었다.
- 철도국(鐵道局)
  - 서무과(庶務課)
    - 철도도서관(鐵道圖書館)
    - 철도의원(鐵道醫院)

  - 조사과(調査課)
  - 감독과(監督課)
  - 운수과(運輸課)
  - 건설과(建設課)
  - 개량과(改良課)
  - 보선과(保線課)
  - 공작과(工作課)
  - 전기과(電氣課)
  - 경리과(經理課)
  - 철도종사원양성소(鐵道從事員養成所)

### 지방
- 지방철도국(地方鐵道局)
- 철도사무소(鐵道事務所)
- 건설사무소(建設事務所)
- 개량사무소(改良事務所)
- 공장(工場)
- 병원(病院)

## 역대 국장 목록
| 성명                 | 재임 기간                          | 비고                  |
| 통감부철도청장관     | 통감부철도청장관                   | 통감부철도청장관      |
| -------------------- | ---------------------------------- | --------------------- |
| 오야 곤페이          | 1909년 6월 19일 ~ 1909년 12월 16일 |                       |
| 한국철도관리국장     |                                    |                       |
| 오야 곤페이          | 1909년 12월 16일 ~                 |                       |
| 조선총독부철도국장관 |                                    |                       |
| 오야 곤페이          | 1910년 10월 1일 ~ 1917년 7월 31일  |                       |
| 총독관방철도국장     |                                    |                       |
| 히토미 지로          | 1917년 7월 31일 ~ 1919년 5월 17일  |                       |
| 아오키 카이조        | 1919년 5월 17일 ~ 1919년 8월 20일  |                       |
| 총독관방철도부장     |                                    |                       |
| 와다 이치로          | 1919년 8월 20일 ~ 1921년 2월 12일  |                       |
| 유게 코타로          | 1921년 2월 12일 ~ 1925년 3월 31일  |                       |
| 철도국장             |                                    |                       |
| 시모오카 주지        | 1925년 3월 31일 ~ 1925년 5월 26일  | 권한 대행             |
| 오무라 다쿠이치      | 1925년 5월 26일 ~ 1932년 9월 20일  |                       |
| 요시다 히로시        | 1932년 10월 4일 ~ 1938년 5월 4일   |                       |
| 쿠도 요시오          | 1938년 5월 4일 ~ 1939년 7월 24일   |                       |
| 야마다 신주로        | 1939년 7월 24일 ~ 1943년 12월 1일  |                       |
| 교통국장             |                                    |                       |
| 고바야시 토시카즈    | 1943년 12월 1일 ~                  | 일제 치하 최후의 국장 |

## 참고 문헌
- 조선총독부 편, 《시정 30년사》(施政三十年史), 조선총독부, 1940년.
- 조선총독부 편, 《조선사정 쇼와 17년도판》(朝鮮事情 昭和十七年度版), 조선총독부, 1941년.
- 전전기관료제연구회 편, 《전전기일본관료제의 제도·조직·인사》(戰前期日本官僚制の制度·組織·人事), 도쿄대학교출판회, 1981년.

## 같이 보기
- 조선총독부
- 조선총독부 철도